# Камінь-Каширський провулок
Ка́мінь-Каши́рський прову́лок — провулок у Голосіївському районі міста Києва, селище Ширма. Пролягає від Гвардійської вулиці до кінця забудови.
Прилучаються вулиці Генерала Момота та Краматорська.

## Історія
Виник у середині XX століття, мав назву провулок Говорова, на честь радянського військового діяча Маршала Радянського Союзу Героя Радянського Союзу Леоніда Говорова. 1974 року назву уточнено — провулок Маршала Говорова. 
Сучасна назва на честь міста Камінь-Каширський — з 25 серпня 2022 року.